# Paralelo 1 N
O paralelo 1 N é um paralelo que está 1 grau norte do plano equatorial da Terra.
Este paralelo define parte da fronteira Gabão-Guiné Equatorial.
Começando no Meridiano de Greenwich na direcção leste, o paralelo 1 N passa sucessivamente por:
| País, território ou mar          | Notas |
| -------------------------------- | --- |
| Oceano Atlântico                 | Golfo da Guiné |
| Gabão                            | |
| Guiné Equatorial                 | |
| Fronteira Gabão-Guiné Equatorial | |
| Gabão                            | |
| República do Congo               | |
| República Democrática do Congo   | |
| Uganda                           | |
| Quênia                           | |
| Somália                          | |
| Oceano Índico                    | Passa a norte do Atol Huvadhu, Maldivas |
| Indonésia                        | Passa por muitas ilhas, incluindo Nias, Samatra, Padang, Rantau, Rangsang, Karimun, Bulan, Batam e Bintan                                     |
| Estreito de Karimata             | Passa na ilha Tembelan Besar, Indonésia |
| Indonésia                        | |
| Malásia                          | |
| Indonésia                        | |
| Malásia                          | |
| Indonésia                        | |
| Estreito de Makassar             | |
| Indonésia                        | Celebes |
| Mar de Celebes                   | |
| Indonésia                        | Celebes |
| Mar das Molucas                  | |
| Indonésia                        | Halmahera |
| Oceano Pacífico                  | |
| Kiribati                         | Atol de Maiana |
| Oceano Pacífico                  | Passa a norte da Ilha Howland, Ilhas Menores Distantes dos Estados Unidos · Passa entre a Ilha Wolf e Ilha Pinta nas Ilhas Galápagos, Equador |
| Equador                          | |
| Colômbia                         | |
| Brasil                           | |
| Venezuela                        | |
| Brasil                           | |
| Oceano Atlântico                 | |